# László Tóth
László Tóth (Telki, 2 de junho de 2000), é um automobilista húngaro.

## Carreira

### Campeonato de Fórmula 3 da FIA
Em 24 de março de 2021, foi anunciado que Tóth havia assinado um contrato de um ano, com uma opção de extensão, com a equipe Campos Racing para a disputa do Campeonato de Fórmula 3 da FIA de 2021. No fim de semana de abertura em Barcelona, Tóth terminou em 27º, 23º e 26º. Poucos dias antes da segunda rodada da temporada, Tóth foi testado positivo para COVID-19, o que o excluiu das corridas naquele fim de semana, com ele sendo substituído por Pierre-Louis Chovet para a disputa da etapa de Paul Ricard, com Tóth retornando na rodada realizada em Spielberg, a terceira da temporada, onde obteve seu melhor resultado da temporada em 19º na primeira corrida. Na rodada seguinte na Hungria, sua terra natal, Tóth se envolveu em uma colisão com Ido Cohen na corrida final. Após outro fim de semana ruim na Bélgica, Tóth conseguiu seu melhor resultado da temporada na penúltima rodada da temporada, terminando em 16º na corrida 2 em Zandvoort. Em seu último fim de semana da temporada em Sóchi, o piloto húngaro terminou sem ficar entre os vinte primeiros. Tóth terminou sua campanha em 32º na classificação geral, à frente de apenas três competidores em meio período.
Após o final da temporada de 2021, Tóth testou com a Charouz Racing System nos três dias do teste de pós-temporada em Valência. Em 25 de janeiro de 2022, foi anunciado que Tóth havia sido contratado pela Charouz para a disputa da temporada de 2022. Os resultados de Tóth não foram bons; ele teve como melhor resultado três 19º lugares, terminando em 37º no final do campeonato, o pior de todos os pilotos que participaram do campeonato em tempo integral.